# 파페다 (귤속)

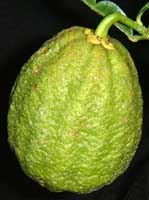
의창지

파페다(Papeda)는 강건하고 느리게 자라며 맛이 좋지 않은 과일을 생산하는 열대 아시아에 자생하는 감귤 종 및 변종 그룹의 일반적인 이름이다. 최근의 유전자 분석은 파페다가 감귤 계통수(Citrus phylogenetic tree)의 별개의 가지들 사이에 분포한다는 것을 보여주었다.
일반적으로 성장이 느리고 다른 감귤류보다 쓴 맛이 덜한 과일 때문에 파페다 종은 상업적 재배가 제한적이다. 이창 파페다(ichang papeda)와 같은 일부 종은 조경에 사용되는 반면, 다른 종은 대목에 중요하고 질병 저항성 및 내한성 감귤 잡종 번식을 위한 게놈 공급원으로 사용된다. 어떤 경우에는 껍질이나 잎이 아시아 요리의 향료로 사용된다.
분자 연구에 근거하여 유자, 포멜로, 만다린 및 파페다는 대부분의 잡종 감귤류 종과 그 변종의 조상이며, 이는 부모 종 간의 번식 또는 자연 교배의 결과이다. 예를 들어, 파페다, 미크란타, 유자 사이의 잡종인 키 라임은 차례로 많은 상업적 유형의 라임을 탄생시켰다.

## 분류
큐 왕립식물원이 정한 4가지 종은 아래와 같다.
- 의창지(Citrus cavaleriei)
- Citrus halimii
- Citrus latipes
- 카피르라임(Citrus hystrix)

현재는 아종으로 분류되는 자연 발생종은 아래와 같다:
- Citrus hystrix var. micrantha - small-flowered papeda (지역명: biasong)
- Citrus hystrix var. microcarpa - small-fruited papeda (지역명: samuyao)
- Citrus hystrix var. celebica - Celebes papeda
- Citrus hystrix var. macroptera - Melanesian papeda
- Citrus x aurantiifolia var. macrophylla - alemow
- Citrus x aurantiifolia var. webberi - kalpi
- Citrus longispina - winged lime